# أحلو (بني راتن)
أحلو هو دُوَّار يقع بجماعة زينات، إقليم تطوان، جهة طنجة تطوان الحسيمة في المملكة المغربية. ينتمي الدوّار لمشيخة بني راتن التي تضم 3 دواوير. يقدر عدد سكانه بـ 1061 نسمة حسب الإحصاء الرسمي للسكان والسكنى لسنة 2004.

## وصلات خارجية
- البوابة الوطنية للجماعات الترابية
- المندوبية السامية للتخطيط